# Umlaut germánico
El umlaut germánico (también conocido como umlaut-i o metafonía por i) es un tipo de umlaut lingüístico en cual una vocal posterior cambia a una vocal anterior (anteriorización) o en que una vocal anterior se vuelve más cercana a /i/ (elevación) cuando la sílaba que sigue contiene /i/, /iː/, o /j/ 
Este proceso sucedió en lenguas germánicas diversas empezando alrededor de 450 o 500 a. C. e incumbió a todas las lenguas tempranas excepto al gótico. Un ejemplo de la alteración vocálica resultante es la palabra inglesa foot (pie) y su forma plural feet (del protogermánico *fōts, pl. *fōtiz). El umlaut germánico, como se discute en este artículo, no incluye otros fenómenos vocálicos que funcionaron en la historia de las lenguas germánicas como la metafonía germánica por a y los procesos particulares a sus lenguas de metafonía por u, ni el ablaut indoeuropeo más temprano (gradación vocálica), el cual se puede observar en la conjugación de los verbos germánicos fuertes como sing, sang, sung (canta, cantó, cantado) en inglés.
Mientras el umlaut germánico ha tenido consecuencias importantes para todas las lenguas germánicas modernas, sus efectos son particularmente evidente en alemán porque las vocales que resultan del umlaut son por lo general escritas con una colección específica de letras: ⟨ä⟩, ⟨ö⟩, y ⟨ü⟩, normalmente pronunciadas /ɛ/ (anteriormente /æ/), /ø/, and /y/. El umlaut es una forma de asimilación fonética o armonía vocálica, el proceso a través del cual un sonido de habla es alterado para hacerlo más como otro sonido adyacente. Si una palabra tiene dos vocales con una muy posterior en la boca y otra más anterior, requiere más esfuerzo para pronunciar la palabra que si las vocales estuvieran más cercanas. Por ende, un desarrollo lingüístico posible es que las dos vocales se aproximan.

## Description

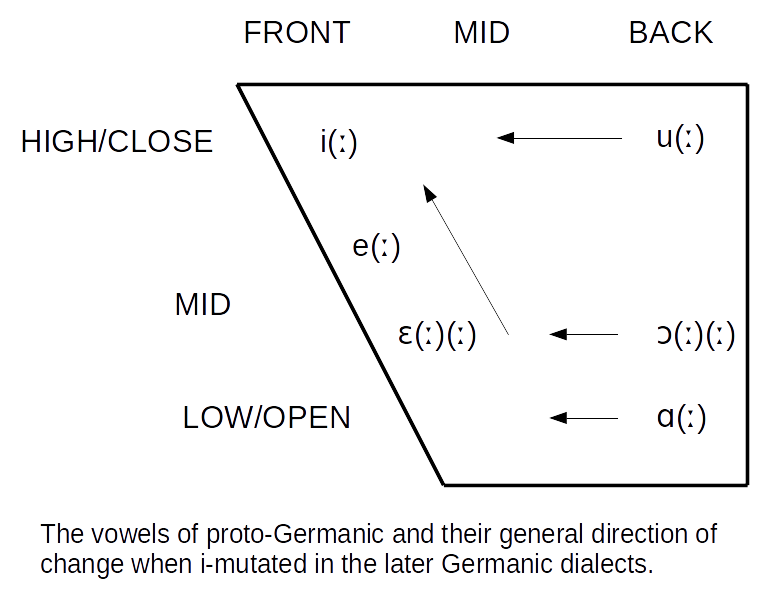
Las vocales del protogermánico y el rumbo de sus cambios cuando experimentan la metafonía por i en dialectos germánicos más tardíos.

El umlaut germánico es un ejemplo histórico específico de este proceso que sucedió en las etapas no comprobadas y más tempranas del inglés antiguo, nórdico antiguo, y aparentemente, luego en el alto alemán antiguo y otras lenguas germánicas antiguas. Los desarrollos exactos variaron de un idioma a otro, pero la tendencia general fue:
- Cuando una vocal posterior (/ɑ/, /o/ o /u/, no importa si es larga o corta) está en una sílaba y la vocal anterior /i/ o el vocoide no silábico /j/ ocurrió en la próxima sílaba, la vocal en la primera sílaba se anteriorizó (normalmente a /æ/, /ø/, y /y/, respectivamente). Por consiguiente, por ejemplo, la palabra germánica occidental *mūsi "ratones" se movió a la forma proto-inglés antiguo *mȳsi, la cual en algún momento se desarrolló a la palabra del inglés moderno, mice, mientras la forma singular *mūs careció de la siguiente /i/ y se quedó inafectada.[3]
- Cuando una vocal medio-anterior está en una sílaba y la vocal anterior /i/ o el vocoide no silábico /j/ está presente en la próxima sílaba, la vocal en la primera sílaba elevó. Ocurrió con menos frecuencia en las lenguas germánicas, parcialmente debido a la armonía vocálica más temprano en contextos similares. Sin embargo, por ejemplo, el /æ/ de proto-inglés antiguo se convirtió en /e/ en palabras como */bæddj-/ > /bedd/ (cama).[4]

La variante anteriorizada que el umlaut causó fue originalmente alofónica (una variante del sonido que se puede predecir del contexto), pero luego se convirtió en un sonido fonémico cuando se perdió el contexto pero la variante se quedó. Los siguientes ejemplos muestran cómo, cuando el -i final se perdió, el sonido variante -ȳ- se convirtió en un nuevo fonema en inglés antiguo.
| Proceso                                    | Idioma                                     | Singular         | Plural             | Singular      | Plural          |
| ------------------------------------------ | ------------------------------------------ | ---------------- | ------------------ | ------------- | --------------- |
| Forma original                             | Protogermánico                             | *mūs             | *mūsiz             | *fō(t)s       | *fōtiz          |
| Pérdida de -z final                        | Germánico occidental                       | *mūs             | *mūsi              | *fōt          | *fōti           |
| Umlaut germánico                           | Proto-inglés antiguo                       | *mūs             | *mȳsi              | *fōt          | *fø̄ti           |
| Pérdida de -i después de una sílaba pesada | Proto-inglés antiguo                       | mūs              | mȳs                | fōt           | fø̄t             |
| No redondeo de ø̄ (> ē)                     | La mayoría de dialectos del inglés antiguo | mūs              | mȳs                | fōt           | fēt             |
| No redondeo de ȳ (> ī)                     | Inglés medio temprano                      | mūs              | mīs                | fōt           | fēt             |
| Gran desplazamiento vocálico               | Inglés moderno temprano e inglés moderno   | /maʊs/ ("ratón") | /maɪs/ ("ratones") | /fʊt/ ("pie") | /fiːt/ ("pies") |

## Resultados en ortografía y pronunciación moderna
La siguiente tabla proporciona una reseña de la manera en que las vocales protogermánicas, las que luego experimentaron el proceso de umlaut-i, por lo general aparecen en idiomas modernos, aunque hay muchas excepciones a estos patrones debido a otros cambios de sonido y variaciones por casualidad. Esta tabla contiene dos ejemplos del germánico occidental (el inglés y el alemán) y dos del germánico del norte (el sueco del oriente y el islandés del occidente). Se señala la ortografía por los paréntesis puntiagudos (⟨...⟩) y la pronunciación, escrita en el alfabeto fonético internacional, entre barras (/.../).
Nota: Un réflex se refiere a una forma que se ha desarrollado a partir de una raíz más antigua.
| Vocal protogermánica | Ejemplo | Réflex* moderno típico después del umlaut-i | Réflex* moderno típico después del umlaut-i | Réflex* moderno típico después del umlaut-i | Réflex* moderno típico después del umlaut-i |
| -------------------- | --- | ------------------------------------------- | ------------------------------------------- | ------------------------------------------- | ------------------------------------------- |
| Vocal protogermánica | Ejemplo | Inglés                                      | Alemán                                      | Sueco                                       | Islandés                                    |
| ɑ                    | *manniz ('gente')                                                                                               | ⟨e⟩, /ɛ/ (men)                              | ⟨ä⟩, /ɛ/ (Männer)                           | ⟨ä⟩, /ɛ/ (män)                              | ⟨e⟩, /ɛ/ (menn)                             |
| ɑː                   | *gansiz ('ganso'), se convirtió en *gą̄si en germánico del norte y las lenguas ingaveónicas, aunque no en alemán | ⟨ea⟩, ⟨ee⟩, /i/ (geese)                     | ⟨ä⟩, /ɛ/ (Gänse)                            | ⟨ä⟩, /ɛ/ (gäss)                             | ⟨æ⟩, /aɪ/ (gæs)                             |
| o                    | No existe un ejemplo consistente en todas estas lenguas                                                         | ⟨e⟩, /ɛ/ (*obisu > (eaves)                  | ⟨ö⟩, /ø/ (*oli > Öl)                        | ⟨ö⟩, /ø/ (*hnotiz > nötter)                 | ⟨e⟩, /ɛ/ (*komiz > kemur)                   |
| ɔː                   | *fōtiz ('pies')                                                                                                 | ⟨ea⟩, ⟨ee⟩, /i/ (feet)                      | ⟨ü⟩, /y/ (Füße)                             | ⟨ö⟩, /ø/ (fötter)                           | ⟨æ⟩, /aɪ/ (fætur)                           |
| u                    | *fullijaną ('llenar')                                                                                           | ⟨i⟩, /ɪ/ (fill)                             | ⟨ü⟩, /y/ (füllen)                           | ⟨y⟩, /y/ (fylla)                            | ⟨y⟩, /ɪ/ (fylla)                            |
| uː                   | *lūsiz ('piojos')                                                                                               | ⟨i⟩, /aɪ/ (lice)                            | ⟨eu⟩, ⟨äu⟩, /ɔʏ̯/ (Läuse)                    | ⟨ö⟩, /ø/ (löss)                             | ⟨ý⟩, /i/ (lýs)                              |
| ɑu                   | *hauzjaną ('oír')                                                                                               | ⟨ea⟩, ⟨ee⟩, /i/ (hear)                      | ⟨ö⟩, /ø/ (hören)                            | ⟨ö⟩, /ø/ (höra)                             | ⟨ey⟩, /ɛɪ/ (heyra)                          |
| ɑi                   | *hailijaną ('curarse')                                                                                          | ⟨ea⟩, ⟨ee⟩, /i/ (heal)                      | ⟨ei⟩, /aɪ̯/ (heilen)                         | ⟨e⟩, /e/ (hela)                             | ⟨ei⟩, /ɛɪ/ (heila)                          |
| eu, iu               | *steurjaną ('conducirse')                                                                                       | ⟨ea⟩, ⟨ee⟩, /i/ (steer)                     | ⟨eu⟩, /ɔʏ̯/ (steuern)                        | ⟨y⟩, /y/ (styra)                            | ⟨ý⟩, /i/ (stýra)                            |

Mientras que el inglés moderno no tiene ningunas letras especiales para las vocales que el umlaut-i produce, en alemán, las letras ⟨ä⟩, ⟨ö⟩, y ⟨ü⟩ casi siempre representan vocales umlautadas (véase más en la siguiente sección). Asimismo, en sueco ⟨ä⟩, ⟨ö⟩, e ⟨y⟩ e islandés ⟨æ⟩, ⟨y⟩, ⟨ý⟩, y ⟨ey⟩ son casi siempre empleadas para vocales producidas por el umlaut-i. Sin embargo, en alemán, ⟨eu⟩ representa vocales de varias fuentes, lo cual es también el caso para ⟨e⟩ en sueco e islandés.

### Ortografía alemana

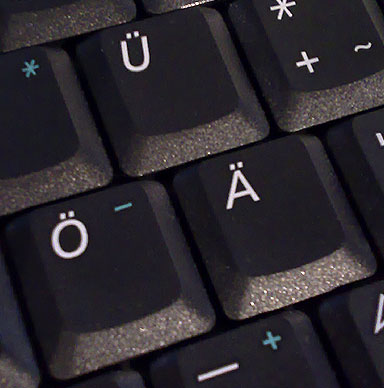
Ä, Ö, Ü de un teclado alemán

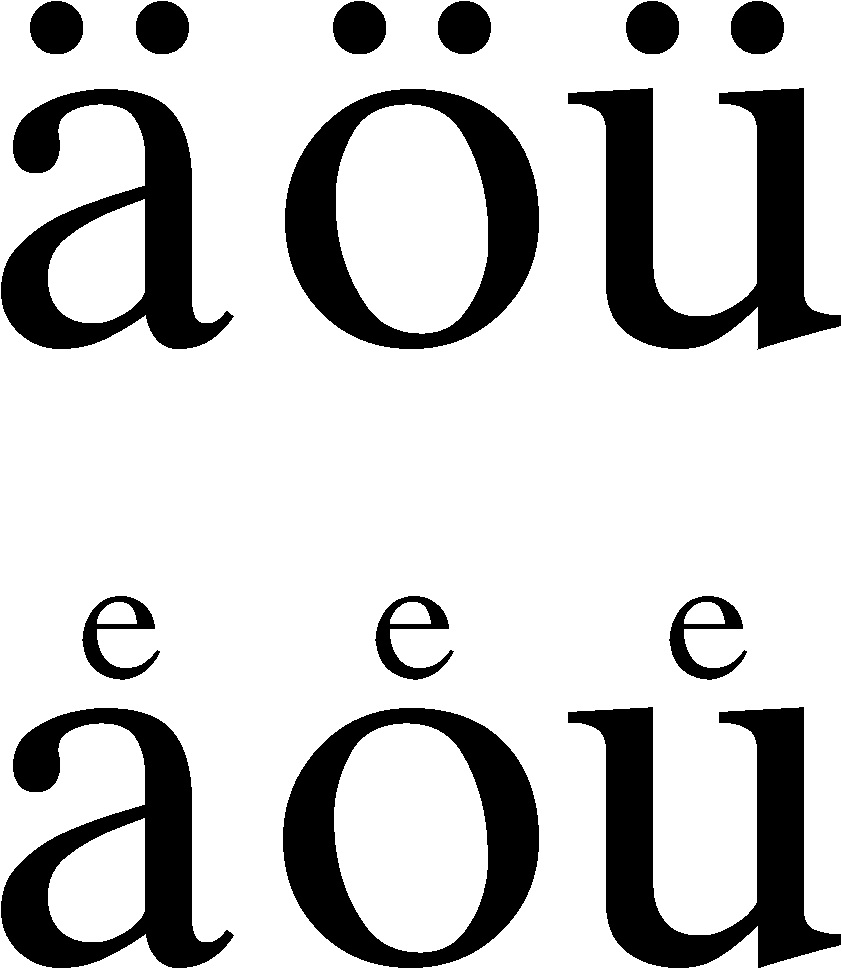
Notaciones nuevos y antecuados de vocales umlautadas

La ortografía alemana es por lo general consistente en su representación del umlaut-i. Se usa el signo diacrítico del umlaut (la diéresis), que consiste en dos puntos encima de la vocal, para vocales adelantadas, resultando que el proceso histórico es mucho más visible en el idioma moderno que en inglés: ⟨a⟩ – ⟨ä⟩, ⟨o⟩ – ⟨ö⟩, ⟨u⟩ – ⟨ü⟩, ⟨au⟩ – ⟨äu⟩. Es una solución pulcra cuando se comparan parejas de palabras con y sin la metafonía del umlaut, como se ve en plurales umlautados como Mutter – Mütter ("madre" – "madres").
No obstante, en una cantidad pequeña de palabras, una vocal afectada por el umlaut-i no se señala con la diéresis porque su origen no es obvio. O no hay ningún equivalente umlautado o no son reconocidos como una pareja porque los significados se han distanciado. El adjetivo fertig ("listo, acabado"; originalmente "listo para ir") contiene un cambio de umlaut, pero se escribe ⟨e⟩ en vez de ⟨ä⟩ porque su relación a Fahrt ("viaje") se ha perdido para la mayoría de los hablantes del idioma. Igualmente, alt ("viejo") tiene la forma comparativa älter ("más viejo"), pero el sustantivo que deriva de esta palabra se escribe Eltern ("padres"). Aufwendig ("esfuerzo") tiene el verbo aufwenden ("pasar, dedicar") y el adjetivo aufwendig ("que requiere esfuerzo") a través de la Reforma de la ortografía alemana de 1966 ahora permite la ortografía alternativa aufwändig (pero no *aufwänden).
Algunas palabras tienen diéresis que no marcan una vocal producida por el cambio de sonido del umlaut. Incluye préstamos como Känguru del inglés kangaroo, y Büro del francés bureau. Aquí la diéresis es puramente un signo fonológico, indicando que los sonidos ingleses y franceses (o al menos, sus aproximaciones que se usan en alemán) son idénticos a los sonidos nativos alemanes umlautados. De manera similar, se escribe originalmente Big Mac como Big Mäc en alemán. En préstamos del latín y el griego, el alemán representa las letras ⟨ae⟩ y ⟨oe⟩ del latín, o ⟨αι⟩ ai, ⟨οι⟩ oi del griego como ä y ö respectivamente (Ägypten, "Egypto", o Ökonomie, "economía"). Sin embargo, se escriben la ⟨y⟩ del latín y ⟨υ⟩ del griego como y en alemán en cambio de ü (Psychologie). Hay también algunas palabras no prestadas en que las vocales ü y ö no han ascendido bastante a través el proceso del umlaut histórico, pero ascendieron debido al redondeo de una vocal anterior que previamente no estaba redondeada (tal vez las consonantes labiales/labializadas w/f/sch que ocurren en ambos lados) como fünf ("cinco"; del alto alemán medio vinf), zwölf ("doce"; de zwelf), y schöpfen ("crear"; de schepfen). 

#### Sustitución
Cuando se escriben palabras alemanas (los nombres, en particular) con el alfabeto latino básico, normalmente las sustituyen ⟨ae⟩, ⟨oe⟩ y ⟨ue⟩ para diferenciarlas de las formas sencillas de ⟨a⟩, ⟨o⟩, o ⟨u⟩.

#### Ortografía e historia de diseño

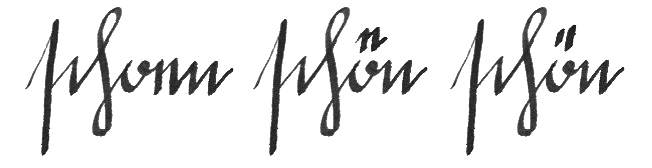
El desarrollo del umlaut

El umlaut fonológico alemán está presente en el periodo del alto alemán antiguo y sigue desarrollándose en el alto alemán medio. Del alto alemán medio, a veces se denotaba en el alemán escrito por la adición de una ⟨e⟩ a la vocal afectada, después de dicha vocal, o en una forma pequeña encima de la vocal. Aún se puede ver en algunos nombres: Goethe, Goebbels, y Staedtler.
En la escritura gótica, como se usa en los manuscritos de la Edad Media tardía y muchos textos impresos del periodo moderno temprano, el superíndice ⟨e⟩ aún tenía una forma que ahora muchas personas reconocerían como una ⟨e⟩, pero en la escritura de manuscrito, las vocales umlautadas eran indicadas con dos puntos desde el periodo medieval tardío.
Diseños inusitados de umlaut son creados con propósitos de diseño gráfico, por ejemplo para ajustar un umlaut a las líneas de texto en un espacio angosto. Puede incluir umlauts colocados verticalmente o dentro del cuerpo de la letra.

## Efectos morfológicos
Aunque el umlaut no fue un proceso gramatical, vocales umlautadas a menudo sirven para distinguir formas gramaticales (y por eso tienen semejanzas al ablaut cuando se consideran en una forma sincrónica), como se puede observar en la palabra inglesa man (hombre). En germánico arcaico, esta y algunas otras palabras tenían el sufijo plural -iz, con la misma vocal que la forma singular. Al contener una i, este sufijo causó que la vocal se anteriorizó y, cuando el sufijo desapareció luego, la vocal alterada se quedó como el único indicador de la forma plural: men. En inglés, este tipo de plurales es raro: man (hombre), woman (mujer), tooth (diente), goose (ganso), foot (pie), mouse (ratón), louse (piojo), brother (hermano) (arcaico o con plural especializado en la palabra bretheren), y cow (vaca) (que tiene también la forma poética y el plural dialéctico de kine).
Además se puede encontrar en algunas formas diminutivas fosilizadas como kitten de cat (gato) y kernel de corn (maíz), y la forma femenina vixen de fox (zorro). El umlaut es evidente cuando aparece en una palabra de una pareja como estas, pero hay muchas palabras alteradas sin una forma paralela no alterada. El idioma germánico derivó verbos débiles causales de verbos fuertes ordinarios gracias a la adición de un sufijo, lo que luego causó el umlaut en la forma pretérita. Algunas de estas formas sobreviven en inglés moderno en un par de palabras, incluyendo fell y set versus fall y sit. El umlaut podía aparecer también en préstamos si la vocal acentuada era influenciada por una vocal anterior subsecuente como el alemán Köln (Cologne) del latín Colonia, o Käse (queso) del latín caseus. 

### Umlauts homólogos en varios idiomas germánicos
| Germánico                    | Alemán                    | Inglés               | Holandés                         | Sueco                              | Faroés                             |
| ---------------------------- | ------------------------- | -------------------- | -------------------------------- | ---------------------------------- | ---------------------------------- |
| *fallaną – *fallijaną        | fallen – fällen           | to fall – to fell    | vallen – vellen                  | falla – fälla                      | falla – fella                      |
| *fōts – *fōtiz               | Fuß – Füße                | foot – feet          | voet – voeten (sin umlaut)       | fot – fötter                       | fótur – føtur                      |
| *aldaz – *alþizô – *alþistaz | alt – älter – am ältesten | old – elder – eldest | oud – ouder – oudst (sin umlaut) | gammal – äldre – äldst (irregular) | gamal – eldri – elstur (irregular) |
| *fullaz – *fullijaną         | voll – füllen             | full – fill          | vol – vullen                     | full – fylla                       | fullur – fylla                     |
| *langaz – *langīn/*langiþō   | lang – Länge              | long – length        | lang – lengte                    | lång – längd                       | langur – longd                     |
| *lūs – *lūsiz                | Laus – Läuse              | louse – lice         | luis – luizen (sin umlaut)       | lus – löss                         | lús – lýs                          |

## Umlaut en verbos germánicos
Algunos ejemplos interesantes del umlaut involucran distinciones vocálicas en verbos germánicos. Aunque estos son a menudo subsumidos a la categoría de "ablaut" en tablas de verbos germánicos irregulares, este tipo de umlaut es un fenómeno aparte.

### Umlaut de la raíz presente en verbos fuertes
Un tipo de umlaut aparece en las formas singulares de la segunda y de la tercera persona en algunos verbos germánicos fuertes. Por ejemplo, la palabra alemana fangen (coger) tiene la forma presente de ich fange, du fängst, er fängt. El verbo geben (dar) tiene la conjugación presente ich gebe, du gibst, er gibt, pero la alteración de e→i no sería un resultado normal en alemán. De hecho hay dos fenómenos distintos aquí. El primero es por cierto el umlaut como se conoce mejor, pero el segundo es más viejo y ya ocurrió en protogermánico. En los dos casos, una *i siguiente activó una alteración vocálica, pero en protogermánico, solo afectó a la *e. Este efecto en vocales posteriores no ocurrió hasta cientos de años más tarde, después de que las lenguas germánicas ya habían empezado a separarse: *fą̄haną, *fą̄hidi sin umlaut de *a, pero *gebaną, *gibidi con el umlaut de *e.

### Umlaut de la raíz presente en verbos débiles (Rückumlaut)
La palabra alemana Rückumlaut (umlaut al revés), es un término debido a la distinción vocálica entre las formas presentes y pretéritas de algunos verbos germánicos débiles. Estos verbos muestran el sufijo dental que se usa para formar el pretérito de verbos débiles, y además muestran lo que parece ser la gradación vocálica que caracteriza los verbos fuertes. Algunos ejemplos del inglés son think/thought (pensar/pensado), bring/brought (llevar/llevado), tell/told (decir/dicho), y sell/sold (vender/vendido). Se puede observar este fenómeno en algunos verbos alemanes también como brennen/brannte (quemar/quemado), y kennen/kannte (saber/sabido), entre otros. En algunos dialectos, en particular los de Alemania occidental, muchas más formas preservan este fenómeno (por ejemplo en luxemburgués, stellen/gestallt, "poner", y limburgués tèlle/talj/getaldj, "decir, contar"). Esto es debido a la inserción del vocoide /j/ entre la raíz del verbo y su terminación inflexional. Esta /j/ produce el umlaut, como se explicó más arriba. En verbos de raíz corta, la /j/ está presente en ambos el presente y el pretérito. No obstante, en verbos de raíz larga, la /j/ se desapareció del pretérito. Por consiguiente, aunque los verbos de raíz corta muestran el umlaut en todos los tiempos, los verbos de raíz larga lo muestran solo en el presente. Cuando el filólogo alemán Jacob Grimm intentó explicar por primera vez este fenómeno, asumió que la carencia del umlaut en la forma pretérita resultó de la inversión del umlaut. Pero en realidad, el umlaut nunca estuvo presente. Aun así, el término "Rückumlaut" tiene algún sentido porque el verbo muestra un cambio de una vocal no umlautada en su forma básica (el infinitivo) a una vocal sencilla en sus inflexiones respectivas. 

### Umlaut como un signo del subjuntivo
El alemán, algunos verbos que tienen una vocal posterior en el pretérito producen el umlaut en el modo subjuntivo singen/sang (indicativo) → sänge (subjuntivo) ("canta/cantado"); fechten/focht (indicativo) → föchte (subjuntivo) ("cercar/cercado"). De nuevo, esto es debido a la presencia de una i en la terminación de los verbos del alto alemán antiguo.

## Estudio histórico por idioma

### Lenguas germánicas occidentales
Aunque funcionó de la misma manera en todas las lenguas germánicas occidentales, las palabras exactas en las que tuvo lugar y sus resultados difieren entre los idiomas. Muy digno de mención es la pérdida de *-i en la terminación de palabras después de sílabas pesadas. En idiomas más del sur (el alto alemán antiguo, neerlandés antiguo, sajón antiguo), las formas en que la *-i despareció con más frecuencia no exhiben el umlaut, pero en los idiomas más del norte, (el inglés antiguo, frisón antiguo), las formas exhiben el umlaut. Comparen la palabra del inglés antiguo, ġiest "invitado", que muestra el umlaut, y gast del alto alemán antiguo, que no lo muestra, pero los dos provienen de la palabra protogermánica *gastiz. Esto puede significar que hubiera una variación dialéctica en el tiempo y la difusión de los dos cambios, con la pérdida final ocurriendo antes del umlaut para los idiomas del sur pero después del umlaut para los del norte. Por otra parte, puede ser que el umlaut se quedara parcialmente alofónico, y la pérdida del sonido condicionador hubiera causado una ‘inumlautación‘ de la vocal precedente. Aun así, la *-ij- intermedia desencadena consistentemente el umlaut aunque su pérdida subsecuente es universal en el germánico occidental, excepto por el sajón antiguo y el alto alemán antiguo temprano.

#### Umlaut-i en inglés antiguo

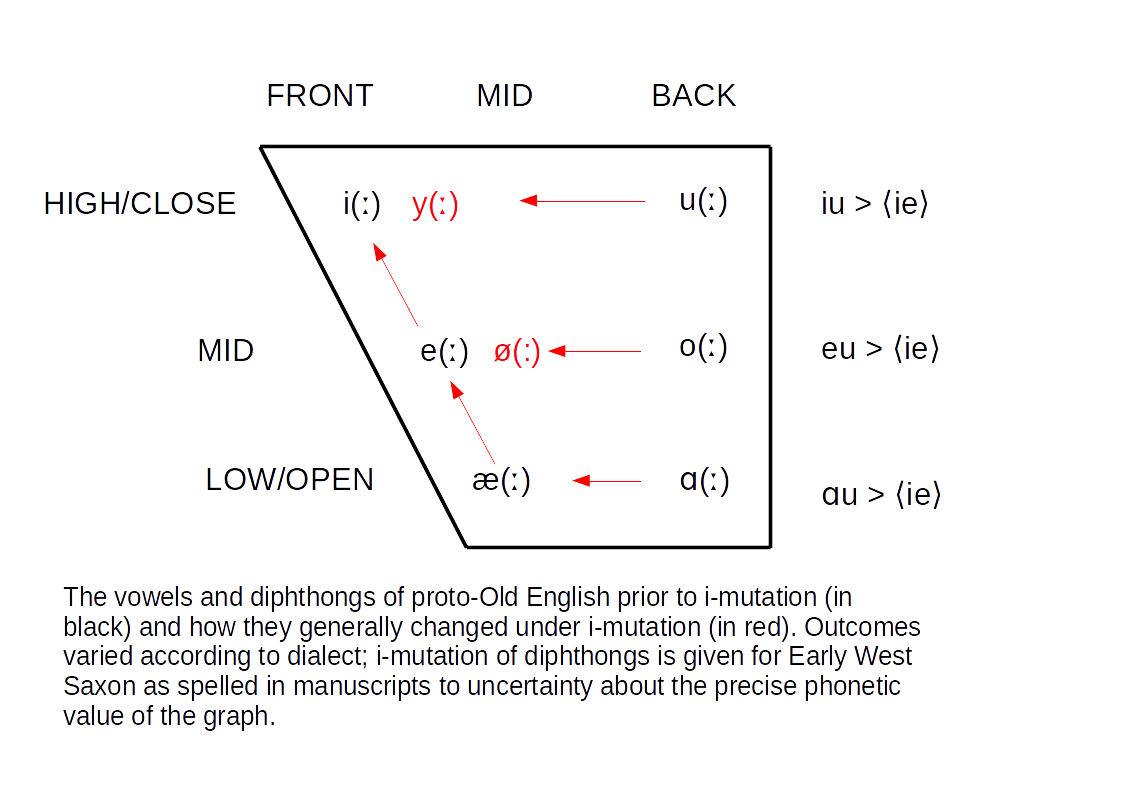
Las vocales y los diptongos del protoinglés antes de la alteración de i (en negro) y como cambiaron debido a la metafonía por i (en rojo). Los resultados variaron según el dialecto; la metafonía por i en diptongos para el sajón occidental temprano como se plasmaron en manuscritos debido a la incertidumbre del valor fonético exacto de la grafía.

La mutación i afectó normalmente vocales del inglés antiguo en cada uno de los dialectos principales como se muestra la siguiente tabla. Introdujo en inglés antiguo los sonidos nuevos: /y(ː)/, /ø(ː)/ (que en muchas variedades se convirtieron en /e(ː)/), y un sonido plasmado en manuscritos del sajón occidental temprano como ⟨ie⟩, pero se debate su valor fonético. 
| Original | Alteración i     | Alteración i | Alteración i | Ejemplos y notas |
| Original | Sajón occidental | Anglíco      | Kéntico      | Ejemplos y notas |
| -------- | ---------------- | ------------ | ------------ | --- |
| a        | æ, e             | æ, e         | æ, e > e     | bacan "hornear", bæcþ "hornea". a > e en particular antes de las consonantes nasales: mann "persona", menn "personas"                                                                          |
| ā        | ǣ                | ǣ            | ǣ            | lār "enseñando" (compare lore en inglés), lǣran "enseñar" |
| æ        | e                | e            | e            | þæc "cubriendo" (compare thatch en inglés), þeccan "cubrir" |
| e        | i                | i            | i            | No es claramente atestiguado debido a la *e > *i antes de i, j en el germánico más temprano |
| o        | ø > e            | ø > e        | ø > e        | Latín olium, inglés antiguo øle > ele |
| ō        | ø̄ > ē            | ø̄ > ē        | ø̄ > ē        | fōt "pie", fø̄t > fēt "pies" |
| u        | y                | y            | y > e        | murnan "lamentar la muerte", myrnþ "lamenta" |
| ū        | ȳ                | ȳ            | ȳ > ē        | mūs "ratón", mȳs "ratones" |
| ea       | ie > y           | e            | e            | eald "viejo", ieldra, eldra "más viejo" (compare elder en inglés) |
| ēa       | īe > ȳ           | ē            | ē            | nēah "cercano" (ccompare nigh en inglés), nīehst "el más cercano" (compare next en inglés) |
| eo       | io > eo          | io > eo      | io > eo      | Ejemplos son raros debido al cambio sonido de *e > *i antes de *i, *j. io se convirtió luego en eo en la mayoría de variedades del inglés antiguo                                              |
| ēo       | īo > ēo          | īo > ēo      | īo > ēo      | Ejemplos son raros debido al cambio sonido de *e > *i antes de *i, *j. io se convirtió luego en eo en la mayoría de variedades del inglés antiguo                                              |
| io       | ie > y           | io, eo       | io, eo       | *fiohtan "luchar", fieht "lucha". io se convirtió luego en eo en la mayoría de variedades del inglés antiguo, causando alteraciones como beornan "quemar", biernþ "quema"                      |
| īo       | īe > ȳ           | īo, ēo       | īo, ēo       | līoht "luz", līehtan "iluminar". īo convirtió luego en ēo en la mayoría de variedades del inglés antiguo, causando alteraciones como sēoþan "hervir" (compare seethe en inglés), sīeþþ "hierve |

La metafonía por i es visible en particular en la morfología inflexional y derivacional del inglés antiguo porque afectó muchas vocales del inglés antiguo. De 16 vocales y diptongos en inglés antiguo, solo las cuatro vocales ǣ, ē, i, ī quedaron inalteradas por la metafonía por i. Aunque la metafonía por i fue causada originalmente por una /i(ː)/ o /j/ en la sílaba que sigue la vocal afectada, para la época de los textos sobrevivientes del inglés antiguo, la /i(ː)/ o /j/ por lo general cambió (normalmente a /e/) o desapareció por completo. Esto dio como resultado que la metafonía por i, por lo general aparezca como un proceso morfológico que afecta un grupo de formas (aparentemente arbitrarias). Estos son las formas afectadas más comunes:
- Las formas plurales, y las genitivas/dativas del singular, de sustantivos de declinación de consonante (protogermánico *-iz), comparadas con la forma nominativa/acusativa del singular, por ejemplo, fōt "pie", fēt "pies"; mūs "ratón", mȳs "ratones". Este cambio afectó muchas más palabras en inglés antiguo comparado con inglés moderno, por ejemplo, bōc y bēċ (libro y libros) del inglés antiguo pero book y books del inglés moderno; frēond y frīend (amigo y amigos) del inglés antiguo pero friend y friends del inglés moderno.

- El singular presente indicativo de verbos fuertes en la segunda y tercera persona (preinglés antiguo *-ist, *-iþ), comparado con el infinitivo y otras formas del tiempo presente, por ejemplo helpan "ayudar", helpe "ayudo", hilpst "ayudas", hilpþ "ayuda", helpaþ "ayudamos/ayudáis/ayudan".

- La forma comparativa de algunos adjetivos del preinglés antiguo *-ira < protogermánico -izǭ, preinglés antiguo *-ist < protogermánico -istaz), en comparación con la forma positiva, por ejemplo eald "viejo", ieldra "más viejo", ieldest "el más viejo" (compare las palabras inglesas elder, eldest).

- En toda la clase de verbos débiles (sufijo original -jan), en comparación con las formas de que los verbos fueron derivados, por ejemplo fōda "comida", fēdan "dar de comer a" < preinglés antiguo *fōdjan; lār "el lore", lǣran "enseñar"; feallan "caerse", fiellan "cortar o talar".

- En sustantivos abstractos, þ(u) (protogermánico *-iþō) que corresponden a ciertos adjetivos, por ejemplo strang "fuerte", strengþ(u) "fuerza"; hāl "entero/sano", hǣlþ(u) "salud";  fūl "fétido", fȳlþ(u) "inmundicia".

- En las formas femeninas de algunos sustantivos con el sufijo -enn (protogermánico *-injō), por ejemplo god "dios", gydenn "diosa" (compare el alemán Gott, Göttin); fox "zorro", fyxenn "zorra".

- En sustantivos abstractos de raíz i derivados de verbos (protogermánico -iz), por ejemplo cyme "una llegada", cuman "llegar"; byre "un hijo (originalmente, un parto)", beran "soportar"; fiell "una caída", feallan "caerse"; bend "un vínculo", bindan "atar". Nota que en algunos casos que el sustantivo abstracto tiene una vocal diferente que el verbo, debido al ablaut protoindueuropeo.

#### Umlaut-i en alto alemán antiguo
La metafonía por i es visible en alto alemán antiguo, cerca del 800 e. c., solo en la /a/ corta, que mutó a /e/ (el llamado "umlaut primario"), aunque en ciertos ambientes fonológicos la mutación no ocurre. Para entonces, se había vuelto parcialmente fonologizada porque algunos de los sonidos condicionadores /i/ y /j/ habían sido eliminados o modificados. No obstante la historia más tardía del alemán muestra que /o/ y /u/, además de las vocales largas y los diptongos, y los casos restantes de /a/ que no ya había umlautado, también fueron afectados (el llamado "umlaut secundario"). Comenzando en alto alemán medio, los ambientes condicionadores restantes desaparecieron y /o/ y /u/ aparecen como /ø/ y /y/ en los ambientes apropiados.
Esto ha llevado a una controversia sobre cuándo y cómo la metafonía por i apareció en estas vocales. Algunos (por ejemplo, Herbert Penzl) han sugerido que las vocales podrían ser modificadas sin indicaciones debido a una falta de signos apropiados y/o porque la diferencia ya era parcialmente alofónica. Otros (como Joseph Voyles) han sugerido que la metafonía por i de /o/ y /u/ fue completamente analógica e indicó una carencia de metafonía por i en estas vocales en ciertos lugares donde es esperado, en contraste con la metafonía consistente de /a/. También se necesita tener en cuenta que es un asunto de cronología relativa: en la historia temprana del alto alemán antiguo plasmada, algunos factores umlautados habían desaparecidos (por ejemplo, la /j/ dentro de palabras después de la germinación y los cúmulos), y dependiente de la edad del umlaut del alto alemán antiguo, este podría explicar algunos casos donde falta el umlaut esperado. Se debería reconsiderar esta pregunta entera considerando la sugerencia de Fausto Cercignani que el fenómeno del umlaut del alto alemán antiguo produjo cambios fonémicos antes de los factores que los provocaron cambiaran o desaparecieran, porque los alófonos del umlaut se desplazaron paulatinamente a tal grado que se volvieron distintos en el sistema fonológico del idioma y contrastivos a un nivel léxico.
Sin embargo, atestaciones esporádicas de nombres de lugares demuestran la presencia del umlaut secundario ya en el siglo IX, lo que hace probable que todos los tipos del umlaut ya estuvieran presentes en alto alemán antiguo, aún si no habían sido plasmadas. Presuntamente ya habían surgido en el siglo VIII. Ottar Grønvik, considerando la ortografía del tipo ⟨ei⟩, ⟨ui⟩, y ⟨oi⟩ en las atestaciones tempranas, afirma la teoría vieja de la epéntesis, la que cree que las vocales umlautadas provienen de la inserción de /j/ después de vocales posteriores, no solo en el occidental sino también en el germánico del norte. Fausto Cercignani prefiere la teoría de asimilación y presenta una historia de las vocales no umlautadas en el alto alemán antiguo hasta el presente.
En alemán moderno, el umlaut como significante de los sustantivos plurales es una característica regular del idioma y, aunque el umlaut por lo general ya no es una fuerza productiva en alemán, se pueden crear nuevas formas plurales por analogía. Igualmente, el umlaut indica la forma comparativa de muchos adjetivos y otros tipos de formas inflectadas y derivadas. Palabras prestadas han adquirido el umlaut como en Chöre 'coros' o europäisch 'europeo'. El umlaut parece completamente productivo en conexión con el sufijo diminutivo -chen como Skandäl-chen 'escandalito'. 
Debido a la importancia gramatical de estas parejas, se desarrolló la diéresis alemana para hacer este fenómeno visible. El resultado en alemán es que las vocales escritas como ⟨a⟩, ⟨o⟩, y ⟨u⟩ se convierten en ⟨ä⟩, ⟨ö⟩, y ⟨ü⟩, y el diptongo ⟨au⟩ /aʊ/ se vuelve ⟨äu⟩ /ɔʏ/ Mann /man/ "hombre" versus Männer /ˈmɛnɐ/ "hombres", Fuß /fuːs/ "pie" versus Füße /ˈfyːsə/ "pies", Maus /maʊs/ "ratón" versus Mäuse /ˈmɔʏzə/ "ratones". 
En dialectos diferentes, el umlaut se convierte aún más importante como un marcador morfológico de la forma plural después del apócope de la schwa final (-e). Que vocales redondeadas anteriores se hayan convertido en no redondeadas en muchos dialectos, no las previenen de servir como marcadores de la forma plural debido a que permanecen distintas de sus homólogos no umlautados (como las palabras inglesas foot – feet, mouse – mice). El ejemplo Gast "invitado" versus Gäst(e) "invitados" sirve como el modelo para parejas analógicas como Tag "día" versus Täg(e) "días" (versus el estándar Tage) y Arm "brazo" versus Ärm(e) "brazos" (versus el estándar Arme). Aún formas plurales como Fisch(e) "pescado" que nunca tuvo una vocal anterior redondeada fueron interpretadas así (es decir, como si vinieron del alto alemán medio *füsche) y que llevó a formas singulares como Fusch /fʊʃ/ que son atestadas en algunos dialectos.

#### Umlaut-i en sajón antiguo
En el sajón antiguo, el umlaut es mucho menos obvio que en nórdico antiguo. La única vocal que se adelanta antes de una /i/ o /j/ es la /a/ corta: gast – gesti, slahan – slehis. Había tenido un efecto más grande de lo que la ortografía muestra porque todos los dialectos más tarde tienen un umlaut regular en ambas vocales largas y cortas.

#### Umlaut-i en holandés
El holandés antiguo tardío vio una fusión de /u/ y /o/, que causó que sus resultados umlautados se fusionaron también, resultando en /ʏ/. El alargamiento en sílabas abiertas en holandés medio temprano entonces alargó y bajó esta /ʏ/ corta a /øː/ larga (se escribe ⟨eu⟩) en algunas palabras. Es el paralelo de la disminución de la /i/ en sílabas abiertas a /e:/ como en schip ("barco") – schepen ("barcos").
Por lo general, los efectos del umlaut germánico en formas plurales son limitados. Una de las características definitivas del holandés es la ausencia general de la metafonía por i o el umlaut secundario cuando se trata de vocales largas. A diferencia del inglés y alemán, el holandés no palatiza las vocales largas, las cuales están notablemente ausentes del idioma. Por consiguiente, por ejemplo, mientras el alemán moderno tiene fühlen /ˈfyːlən/ y el inglés tiene feel /fiːl/ (del protogermánico *fōlijaną), el holandés estándar retiene una vocal posterior en la raíz en voelen /ˈvulə(n)/. Así solo dos de las vocales germánicas originales fueron afectadas por el umlaut en holandés: /a/, que convirtió en /ɛ/, y /u/, que convirtió en /ʏ/ (se escribe ⟨u⟩). Como resultado de este incidente relativamente escaso del umlaut, el holandés estándar no usa el umlaut como un marcador gramatical. Hay una excepción en el sustantivo stad "ciudad" lo que tiene la forma plural irregular y umlautada de steden.
Desarrollos más tardíos en holandés medio muestran que las vocales largas y los diptongos no fueron afectados por el umlaut en los dialectos más occidentales, incluso los de brabant occidental y Holanda que fueron los más influyentes para el holandés estándar. Sin embargo, lo que se llama tradicionalmente la expansión de Cologne (la difusión de algunas características germánicas occidentales) en los dialectos más del sureste del holandés durante el periodo altomedieval) los dialectos más del este y sureste del holandés, incluyendo el brabant más del este y todo el limburgués tienen el umlaut de vocales largas (o en el caso del limburgués, todas vocales posteriores redondeadas). En consecuencia, estos dialectos también usan el umlaut gramaticalmente para formar plurales y diminutivos, muy similar a otras lenguas germánicas modernas. Compare vulen /vylə(n)/ y menneke "hombrecito" de man.

### Lenguas germánicas del norte
La metafonía por i en nórdico antiguo es fonológica:
- En el idioma protonórdico, si la sílaba era larga y seguida de una i vocálica (*gastiʀ > gestr, pero *staði > *stað), o sin importar la longitud silábica , si era seguida de una i consonántica (*skunja > skyn). Esta regla no es perfecta porque algunas sílabas cortas ya estaban umlautadas: *kuni > kyn, *komiʀ > kømr.

- En el nórdico antiguo, si la sílaba siguiente contenía una i restante del protonórdico. Por ejemplo, la raíz de la forma singular dativa de raíces de u tenía la metafonía por i porque la terminación contenía una i del protonórdico, pero la forma singular dativa de raíces de a no estaba umlautada, porque sus terminaciones vienen del protonórdico ē.

La metafonía por i no es fonológica si la vocal de una sílaba larga es cambiada por una i sincopada. La metafonía por i no ocurre en sílabas cortas.
| Original | Mutación | Ejemplo                               |
| -------- | -------- | ------------------------------------- |
| a        | e (ę)    | fagr (rubio) / fegrstr (lo más rubio) |
| au       | ey       | lauss (suelto) / leysa (soltar)       |
| á        | æ        | Áss / Æsir                            |
| o        | ø        | koma (venir) / kømr (vienes)          |
| ó        | œ        | róa (remar) / rœr (rema)              |
| u        | y        | upp (arriba) / yppa (elevar)          |
| ú        | ý        | fúll (fétido) / fýla (inmundicia)     |
| jú       | ý        | ljúga (mentira) / lýgr (mentiras)     |
| ǫ        | ø        | sǫkk (se hundió) / søkkva (hundirse)  |